# Basilika San Giovanni Battista (Lonato del Garda)

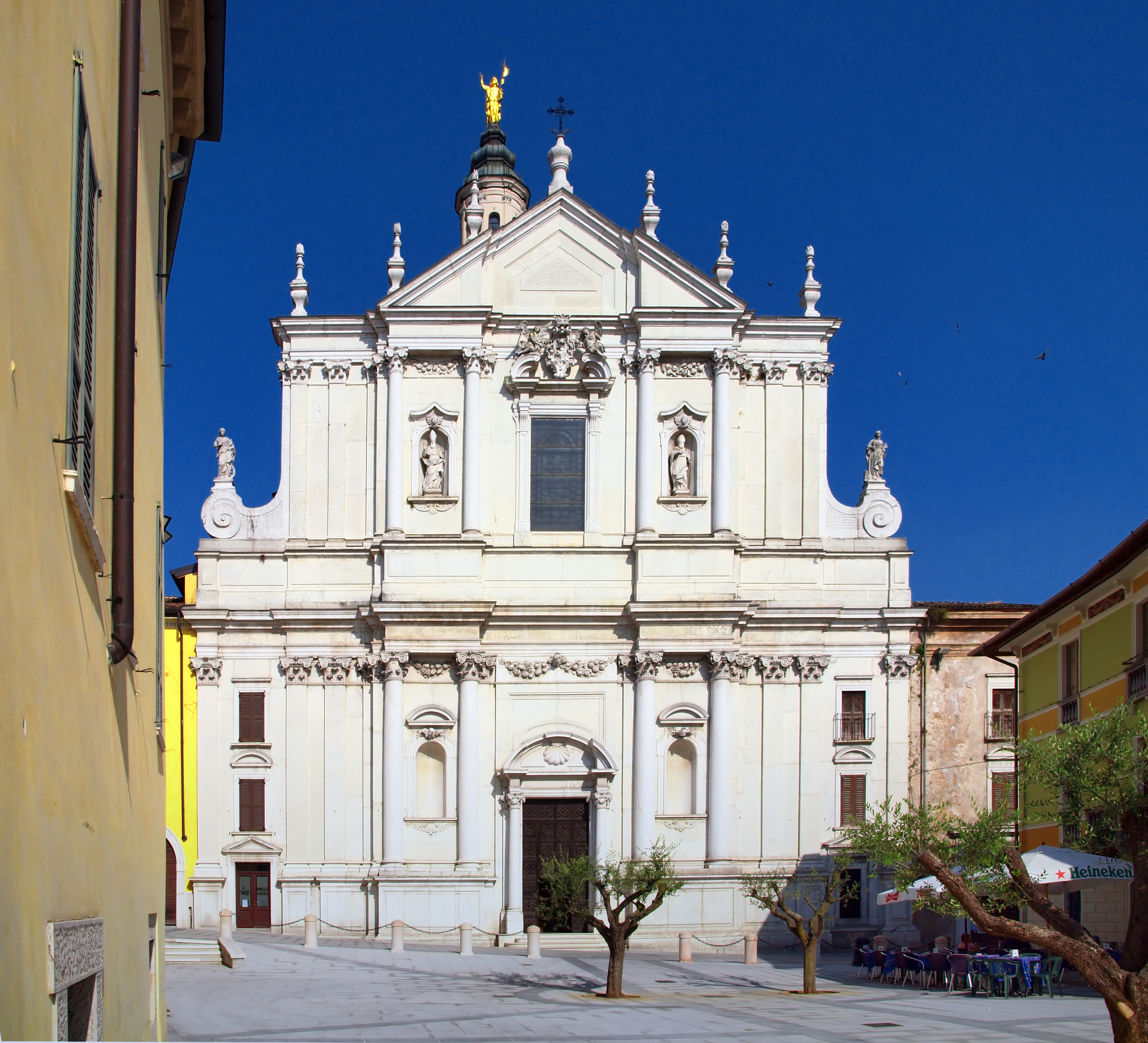
Basilika San Giovanni Battista

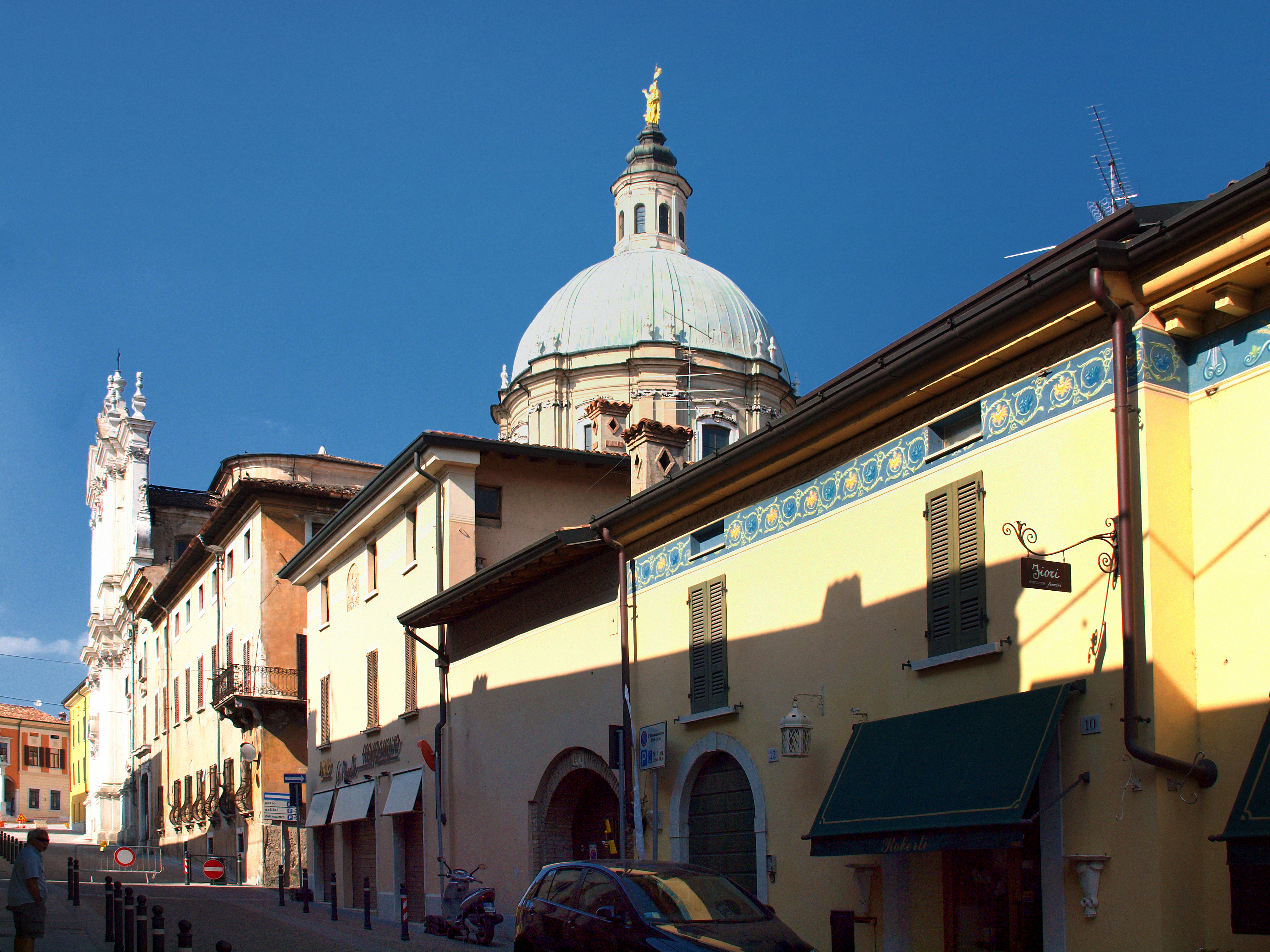
Kuppel

Die Basilika San Giovanni Battista (deutsch Basilika St. Johannes der Täufer) ist eine römisch-katholische Kirche in Lonato del Garda in der Lombardei, Italien. Die Pfarrkirche des Bistums Verona ist der Geburt Johannes des Täufers gewidmet und trägt den Titel einer Basilica minor. Die auch Duomo genannte barocke Kirche stammt aus dem 18. Jahrhundert.

## Geschichte
Die ursprüngliche Pfarrkirche von Lonato war San Zeno. Mit der Verlagerung des früher um die Burg gelegenen Ortes wurde im neuen Zentrum im 14. Jahrhundert eine dem heiligen Johannes dem Täufer gewidmete Kirche gebaut. Das Gebäude wurde dann ab 1488 erweitert und am 15. Oktober 1540 vom Bischof von Verona Gian Matteo Giberti neu geweiht.
Die Kirche wurde nach einem Plan von Paolo Soratini zwischen 1738 und 1762 neugebaut und nach dem Tod seines Entwerfers fertiggestellt. Die Kirchweihe wurde am 22. Oktober 1780 durch den Bischof von Verona Giovanni Morosini vollzogen. Im Jahr 1937 wurde der Fußboden des Chors und 1979 auch der des Langhauses erneuert.
Im September 1980 verlieh Papst Johannes Paul II. der Kirche den Titel einer Basilica minor.

## Architektur
Die Kirche wurde vom lokalen Architekten Paolo Soratini als einschiffige Saalkirche auf einem kreuzförmigen Grundriss entworfen und aus weißem Kalkstein errichtet. Die achtseitige Vierungskuppel erhebt sich mit Tambour, Laterne und einer vergoldeten Johannesstatue hoch über die Altstadt. Die nach Westen ausgerichtete Fassade aus Botticino-Marmor ist durch Säulen mit den Statuen der hl. Katharina von Alexandria und Barbara auf den beiden seitlichen Voluten und in den beiden oberen Nischen mit den Statuen der hln. Zenon von Verona und Annone von Verona gekennzeichnet; das große Mittelportal zeigt im oberen Teil des geschwungene Tympanons das Stadtwappen mit dem aufstrebenden Löwen mit zwei Schlüsseln und drei Lilien. 

## Ausstattung

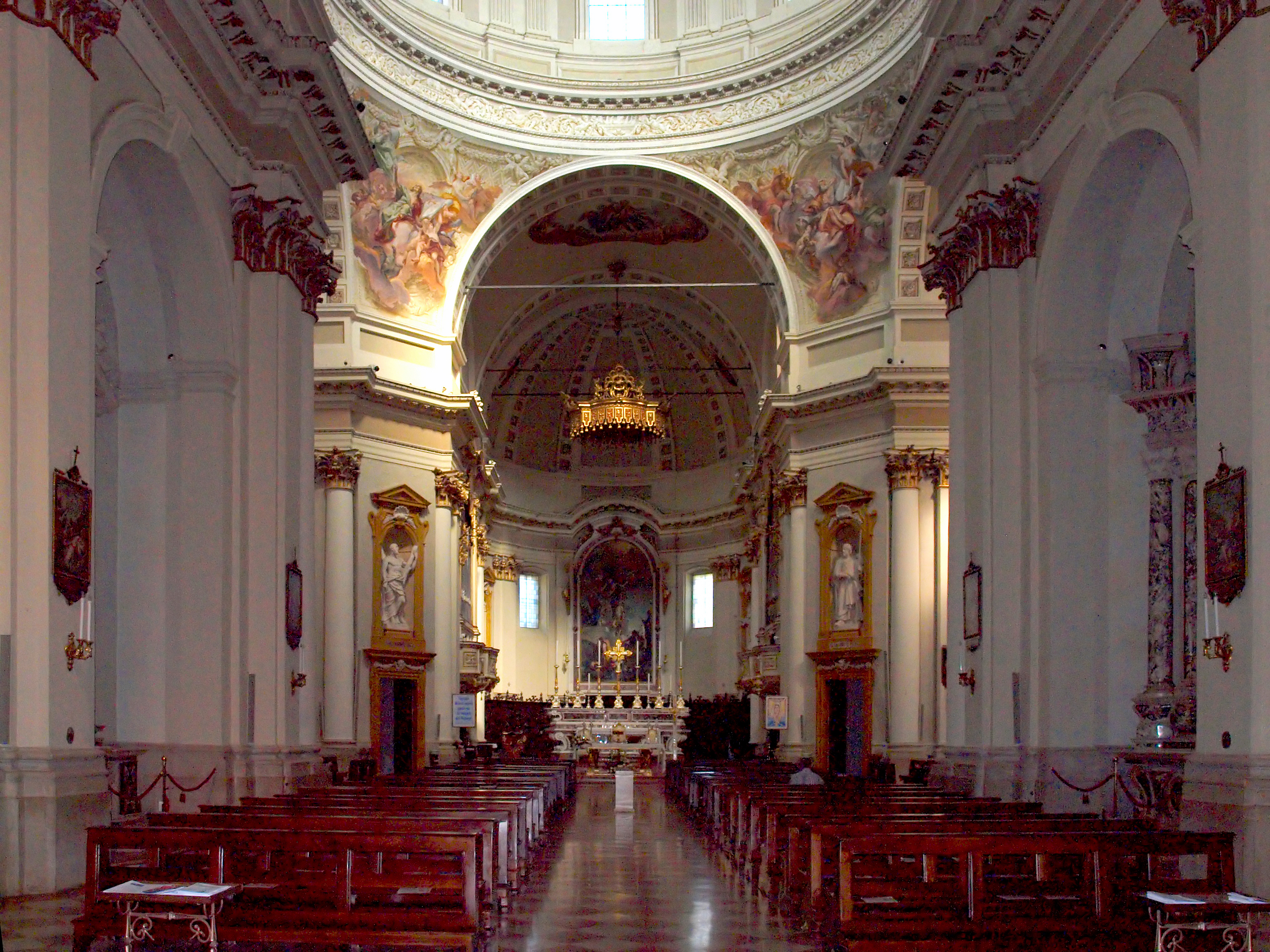
Innenraum

Wertvolle Kunstwerke schmücken die dreizehn Seitenaltäre mit ihren Altarbildern, die Kuppel und den Chor. Das Bild des Hauptaltars zeigt die Predigt des Heiligen Johannes des Täufers, das im 18. Jahrhundert von Giambettino Cignaroli gemalt wurde.
Die Leinwand auf dem ersten Altar auf der linken Seite wurde bei Pietro Liberi 1643 vom Stadtrat als Gelübde an die Muttergottes in Auftrag gegeben. Die Leinwand Madonna mit dem heiligen Nikolaus von Tolentino und einem Opfer stellt die Stadt als eine Patrizierfrau dar, die um die Fürsprache des Heiligen aus Tolentino und Unserer Lieben Frau des Trostes bittet, der Stadt Lonato del Garda nach der Pest von 1630 Frieden zu schenken. Die Leinwand endet mit zwei Putten, die das Wappen der Stadt tragen. Der nächste Altar ist dem hl. Zenon gewidmet und zeigt das Altarbild von Antonio Balestra aus dem Jahr 1710, das dem Künstler von der Stadt Lonato in Auftrag gegeben wurde. Der dritte Altar auf der rechten Seite ist dem hl. Franz von Paola gewidmet und zeigt die von Antonio Linetti 1741 gemalte Leinwand mit der Darstellung des Martyriums des heiligen Bartholomäus.
Das rechte Querschiff endet mit dem großen Altar, der dem hl. Theodor gewidmet ist, mit dem Paolo Farinati zugeschriebenen Gemälde von 1574, das vom Hochaltar der Vorgängerkirche stammt und von der Gemeinde Lonato als Gelübde an den Heiligen in Auftrag gegeben wurde, um ihn vor der Beulenpest zu bewahren. Ebenfalls auf dieser Seite der Kirche befindet sich der Altar des Kruzifixes der Bruderschaft des Allerheiligsten aus dem 16. Jahrhundert.
Im linken Querschiff stehen die der Altäre der Heimsuchung Mariens mit dem Altarbild von Pietro Perotti und des Allerheiligsten Sakraments, einem Werk von Teodoro Benedetti aus dem 18. Jahrhundert, sowie der Marmortabernakel, der als eines der besten Ornamente der Kirche gilt, und mit dem großen Gemälde Unserer Lieben Frau von Mariä Himmelfahrt von Pietro Marone.
Auf der linken Seite des Kirchenschiffs befindet sich der Altar, der dem hg. Luigi Gonzaga gewidmet ist, und auf der nächsten Seite der Altar des hl. Sebastian, begleitet von zwei gedrehten Säulen aus rotem Monolith aus Frankreich. Das Gemälde von 1582 von Paolo Farinati stellt die hln. Fabian und Sebastian dar. 
Die rechte Seite setzt sich fort mit dem Altar, dessen Gemälde 1660 von Carlo Carrà geschaffen wurde, mit der barocken Statue der Madonna mit Kind. Der letzte Altar, der von einem Maler aus Brescia geschaffen wurde, ist dem hl. Rochus gewidmet und mit der Statue des Heiligen geschmückt, der den kleinen Hund mit Brot im Maul hat. Der Saal ist vollständig mit Fresken von Giosuè Scotti geschmückt.

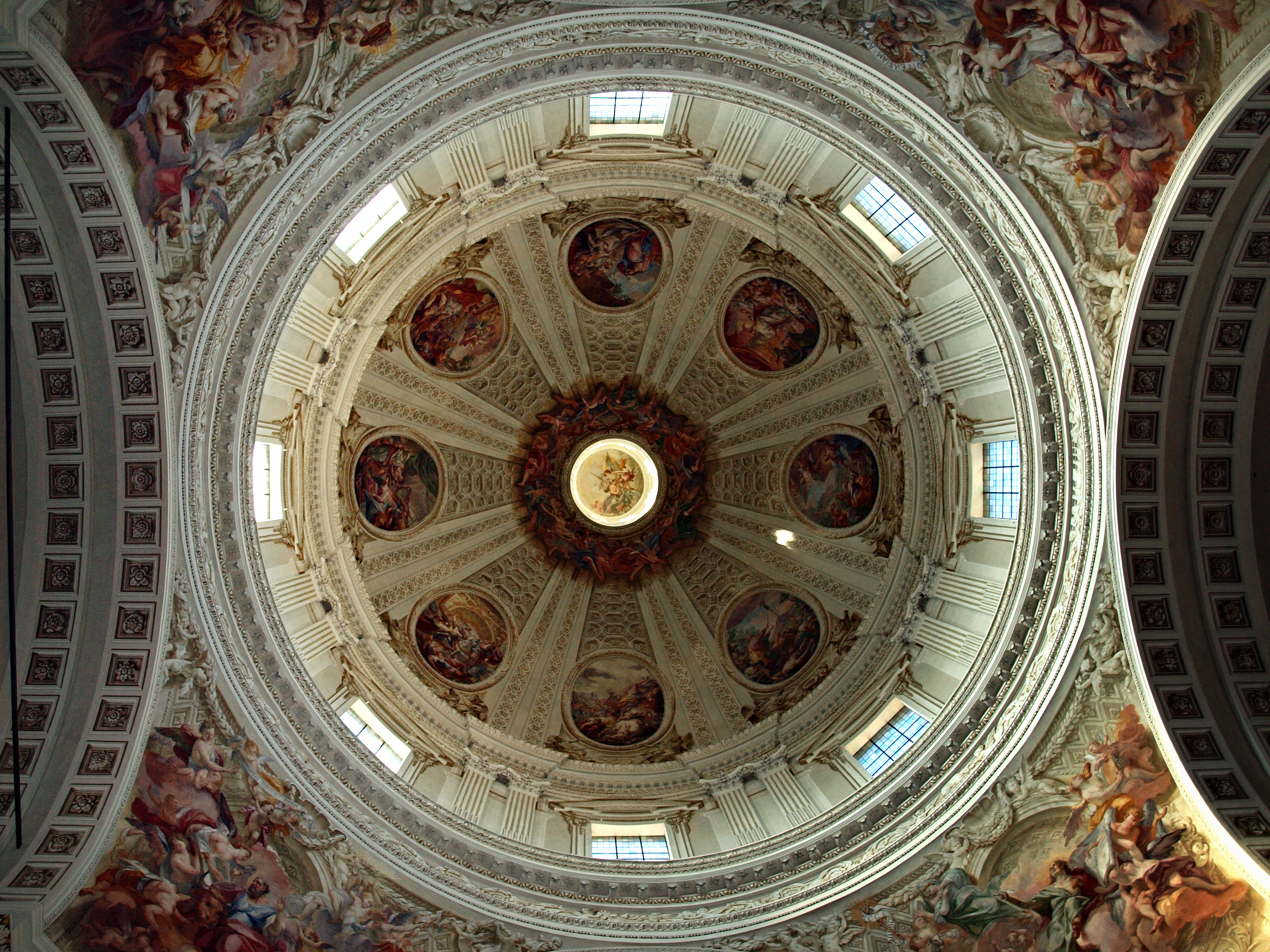
Innenkuppel

Die Kuppel zeigt Gemälde zu Szenen aus dem Neuen und Alten Testament sowie Porträts der vier Evangelisten.
Der Chor ist durch zwei Stufen aus rotem französischem Marmor über den Saal erhöht, die Apsis enthält das große Altarbild mit Marmorrahmen, das dem hl. Johannes gewidmet ist, der Christus der Menge vorstellt und von dem Veroneser Giambettino Cignaroli in den Jahren 1749–1751 ausgeführt wurde. Das Chorgestühl von Girolamo Foresti vervollständigt ihn. Rechts wird der Eingang zur Sakristei von dem Porträt des Architekten überragt. Die Sakristei bewahrt das Renaissance-Polyptychon von Bernardino Licinio von 1528 mit der Auferstehung mit der Schmerzhaften Madonna und dem Täufer an der Seite auf.
Die Orgel steht auf der rechten Seite des Chors. Sie stammt aus dem 18. Jahrhundert und wurde im 19. Jahrhundert zweimal umgestaltet und erweitert.